# Hongjie Dai
Hongjie Dai (Shaoyang, 2 de mayo de 1966) es un nanotecnólogo y físico aplicado chino-estadounidense. Es una figura principal en el estudio de los nanotubos de carbono, Dai fue calificado como uno de los mejores químicos del mundo por Science Watch. Es cofundador de Nirmidas Biotech, Inc.
Dai recibió una licenciatura en Física de la Universidad Tsinghua en 1989, luego se fue a los Estados Unidos a través del programa CUSPEA organizado por el profesor T. D. Lee. Terminó una maestría en Ciencias Aplicadas de la Universidad de Columbia en 1991, y un doctorado en Física Aplicada de la Universidad de Harvard en 1994 bajo la dirección de Charles Lieber. Después de una investigación postdoctoral en Harvard, se unió a la facultad de Stanford como profesor auxiliar en 1997.
Ganó el Premio ACS en Química Pura de la American Chemical Society en 2002, el Premio de Julius Springer en Física Aplicada en 2004, y el Premio James C. McGroddy en Nuevos Materiales de la American Physical Society en 2006. Fue elegido a la Academia Estadounidense de las Artes y las Ciencias en 2009 y a la Asociación Estadounidense para el Avance de la Ciencia en 2011, además de miembro de la Academia Nacional de Ciencias en 2016, miembro de la Academia Nacional de Medicina en 2019 y miembro extranjero de la Academia China de las Ciencias.